# 陳茂波
陳茂波，大紫荊勳賢，GBS，MH，JP（1955年3月18日—），現任香港特別行政區財政司司長，兼任维护国家安全委员会成員，是香港執業會計師。曾任候選人資格審查委員會主席、發展局局長、法律援助服務局主席、華德匡成會計師事務所有限公司董事會主席。於2008年至2012年出任香港立法會功能界別會計界議員，其後於2012年7月29日辭職，於翌日起擔任發展局局長。至2017年1月16日，因應曾俊華辭任財政司司長參選行政長官，陳茂波獲時任行政長官梁振英提名並獲國務院委任為財政司司長，並免去時任的發展局局長。及後在林鄭月娥政府任期期間，獲時任行政長官林鄭月娥提名並獲國務院委任，繼續出任財政司司長一職。2020年7月1日，根據全國人大常委會通過的港版國安法，兼任維護國家安全委員會成員。2022年4月14日，因李家超宣布辭去政務司司長後參加行政長官選舉，陳茂波獲時任行政長官林鄭月娥委任接替由此缺位的候選人資格審查委員會主席。

## 簡歷
陳茂波幼年居住在石硤尾南山邨寮屋區，於6歲時透過國際培幼會獲得一名美國軍隊中尉助養兩年，後來搬遷到廉租屋，生活改善後就停止接受資助。其自述家貧，曾被人用一毫子引誘帶白粉。2010年，陳茂波成功尋獲契爺美軍中尉布魯斯·布朗（Bruce Brown），於同年8月和家人遠道飛往美國華盛頓特區與他首次見面。
陳茂波曾就讀位於大坑西的培立學校，後於小學五年級時轉讀基督教中國佈道會聖道學校（1967年上午校），後來於1967年入讀天主教培聖中學。陳茂波是1972年天主教培聖中學的第7屆中五畢業生。會考考了9科，但沒有一科取得A級成績。
1973年，中六畢業的陳茂波考上香港中文大學，但全家都付不起學費，由李國寶父親李福樹替他交學費，無須償還，只要他每年暑假回會計師樓打工，賺學費兼報恩。1977年，陳茂波於中文大學新亞書院會計學士學位畢業（二級榮譽），獲李福樹會計師樓聘用，月薪1200元，他選擇留在中大做助教，月薪3000元。陳回憶：「離開李福樹，像很沒道義，但弟妹仍求學，他們很需要錢，我不得不為他們着想。」
其後先後任職稅務局助理評稅主任及建造業訓練局會計主任兼秘書長。1984年，陳茂波於香港中文大學工商管理碩士學位畢業，於同年轉任新昌集團董事及公司秘書。1990年，陳茂波創辦陳茂波合夥會計師行。
1996年至1997年，陳茂波擔任英國特許公認會計師公會香港分會主席。2005年，陳茂波擔任突破機構主席。2006年，陳茂波擔任香港會計師公會會長。
2008年至2012年，陳茂波擔任立法會議員（會計界功能界別）。
2012年7月30日，陳茂波接替麥齊光出任發展局局長。
2017年1月，陳茂波獲時任行政長官梁振英提名，被國務院任命為財政司司長。
2022年6月，國務院根據李家超提名，任命陳茂波為第六屆政府的財政司司長。

## 個人生活
陳茂波是基督徒，在中國基督教播道會同福堂崇拜。
陳茂波已婚，太太為許步明，二人育有一子一女。兒子為陳天行，畢業於牛津大學法律系，於富而德律師事務所任職律師，其太太為靳清揚，同為牛津大學畢業，現為香港理工大學應用社會科學系副教授，兩人在2014年結婚，婚後育有兩位年幼女兒。女兒為陳天欣。陳茂波妻子及2名子女均為英國國籍，家住跑馬地禮頓山。

## 爭議

### 誹謗訴訟
2012年3月，漢基國際學校校董盧光漢連同他在該校就讀的一對龍鳳胎子女入稟高等法院，控告同樣是該校學生家長的立法會議員陳茂波和許步明夫妻誹謗，要求高等法院禁制陳氏夫妻繼續誹謗，及向陳氏夫婦索取懲罰性賠償。入稟狀稱，被告於2011年12月1日、8日及15日，先後向多名學生家長和校長方泰德博士發出兩封電郵及一份會議筆記，令人以為盧氏的子女在考試中作弊，以及盧氏曾經利用校董身份令子女脫身。
2014年9月30日，高等法院作出裁決，陳茂波夫婦誹謗成立，須要向原告人賠償23萬港元及六成訟費。其後雙方都提出上訴，高等法院上訴庭在2016年12月23日裁定陳茂波夫婦上訴得直，兼得訟費。2017年4月5日，上訴庭駁回原告人申請上訴至終審法院的上訴許可，並下令原告人須為兩次上訴向陳茂波付15萬元訟費
。其後原告人直接向終審法院申請上訴許可，於2017年8月21日獲得批准。
2018年4月10日，終審法院裁定原告上訴得直，頒令重審。

### 涉嫌在新界東北發展計劃有利益衝突
2013年7月22日，《蘋果日報》揭發陳茂波家族在新界東北發展區囤積農地1.8萬呎，坐收逾千萬元賠償。陳茂波回覆，地皮由太太許步明的家族公司國萬實業持有，於94年買入作假日休閒用途。陳確認3幅農地是由他本人在94年負責簽署臨時買賣合約，並說已向行政會議申報。一名古洞石仔嶺村村民鍾偉明展示由陳茂波簽署的租單，指陳茂波於1996年自稱是擁有土地的業權人，沒有提及業權人是他太太，象徵式收了租金每半年60元，從沒見過他的家人現身「休閒」。陳茂波稱自己「不記得、不知道」曾否自稱業主。
有人向廉政公署舉報陳涉公職人員行為失當罪。7月26日，立法會發展事務委員會以11比7票通過無約束力議案，要求發展局長陳茂波辭職。事件亦令傳媒重新報導，陳茂波在2012年7月10日曾於報章撰文強調公職人員「除了事實上（reality）要沒有利益衝突外，還要顧及在公眾觀感（perception）上盡可能也不會惹起利益衝突的懷疑。所以，我一直警惕自己要『比白還要白』。」。

### 涉嫌經營劏房及避稅事件
2012年7月31日，《蘋果日報》揭發陳茂波94年和95年間，透過當時任職董事的景捷發展有限公司購入多個大角咀單位作「劏房」出租牟利，涉嫌違反《建築物條例》。陳茂波回覆指，自己在景捷無股份，指太太許步明才是股東但不是大股東，其他問題則「需時間了解」。根據公司註冊處，陳妻許步明是景捷董事，物業買賣均由她簽名作實；該公司至今仍持有兩個單位。立法會房屋事務委員會主席李永達指，陳茂波於買入單位時當時任職該公司董事（陳於97年才辭任公司董事），無可能不清楚妻子持有公司的物業用作經營劏房，「一定有誠信問題」；陳現在出任發展局局長，職責包括處理所有僭建、建築物條例，質疑陳如何有說服力面對公眾僭建。
2012年8月1日，《蘋果日報》再揭發，指陳妻許步明旗下的景捷發展，涉嫌與田生集團合謀隱瞞買賣的大角咀海安樓一個住宅單位近六成樓價，蘋果日報認為少交數十萬元利得稅。蘋果日報估計當時單位市值約280多萬，海安樓其他業主確認田生有「分拆樓價」的做法，將金額拆成「樓價」120萬及150多萬的「搬遷費」，估計陳茂波的單位也一樣。根據土地註冊處紀錄，景捷所持單位的交易，買家是根據樓契上的樓價120萬繳付印花稅 而陳茂波解釋稱是該公司香港特許公司秘書/掛名董事而已。
2012年8月4日《明報》報道，陳茂波妻許步明旗下的「景捷」公司，早於94年購入大角嘴海興大樓單位時，合約寫明單位已劏成3間房及2格牀，而陳茂波夫婦當時同任景捷董事，反映陳茂波理應知悉購入劏房單位一事。東周刊報道，景捷在95年賣出海興大樓六樓D3室時，由陳茂波以董事身份代表簽署。8月5日深夜，曾試圖與經營劏房劃清界線的陳茂波，突然發表聲明，改口承認知悉購入有關物業時存在「分租」的情况。 

#### 各方意見
香港商業電台《在晴朗的一天出發》節目，7名參選超級區議會的候選人被問及對陳茂波劏房風波的看法，其中4人（民主黨、民協、獨立的白韻琹）均認為陳須就事件下台。

### 酒後駕駛
2012年10月2日《香港蘋果日報》發現，在南丫島海難發生約17小時後，陳茂波於馬會跑馬地會所飲用德國Paulaner生啤，蘋果記者見到陳的最後飲酒時間是2時02分。下午2時22分，陳茂波當司機駕駛，車身一度踏上雙白線。陳茂波新聞秘書回應指，陳當時喝了酒，但過了一段時間才駕車，有信心喝酒的分量符合法例要求，沒有醉駕，亦沒有被捕。
公民黨湯家驊指，時任立法會議員的陳茂波有份通過《二○一一年道路交通（修訂）條例草案》，當中包括修訂「在酒類或藥物影響下駕駛汽車」的條文。湯批評陳，知法犯法「無得救」，認為立法會復會後各議員「不會輕易放過他」。陳茂波在上屆立法會多次批評政府的修訂草案「過份保守」，更於2010年12月8日指，「如果有司機為圖一時之快，不顧後果危駕或醉駕，導致其他道路使用者無辜受傷，甚至死亡……意外奪去的，也不止一個人的生命，還有他身邊的人的生活和人生。」
參考：香港酒類相關法例
2013年1月25日，律政司決定不起訴陳茂波，發言人表示「有關錄像片段似乎曾被剪輯，但警方卻未能獲得拍攝該錄像片段的人士或其他相關人士提供進一步證據或其他協助」。

### 不小心駕駛
2013年8月4日，陳茂波於連接摩理臣山道與堅拿道天橋北行的上斜車道行駛時，在沒有打燈的情況下突然切右線，與一輛的士相撞。事後陳茂波與的士司機均須送院治理。陳茂波於2014年1月就該意外被票控不小心駕駛罪，在2014年3月7日，陳茂波透過代表律師在東區裁判法院承認不小心駕駛罪，被判罰款1,800元及於3個月內自費完成駕駛改進課程。

### 藐視立法會議員資格
2016年11月，發展局局長陳茂波出席立法會發展事務委員會討論洪水橋新發展區，但他在發言後突然表示，人大昨日就《基本法》第104條釋法，注意到社會及部分立法會議員對個別議員宣誓是否有效提出質疑，即使當局會回答所有議員問題，但並不代表政府接納有關議員的宣誓是否有效，指政府會保留其法律權利。但其言論惹民主派議員不滿，要求他解釋，陳再指鑑於昨日的釋法，故政府需保留其法律權利，強調只是重申政府立場。熱血公民鄭松泰質疑陳茂波是否「唔聽議員講野？」其言論是個人還是政府立場。公民黨譚文豪質疑他指不接納宣誓是否有效，要求他點名指明是講哪位議員，「係咪當佢地耳邊風？」批評陳的說法不能接受。人民力量陳志全批評陳茂波的說法根本是阻礙立法會有效運作，社民連梁國雄要求陳說清楚所指的為何人，批評陳茂波在不適合的地方說不適合的話，如同攻擊議員資格，「邊個叫你講？梁振英叫？定袁國強叫？」又指梁振英宣誓講漏2個字，批評政府都是不合法，「佢（陳茂波）有病呀？佢入青山開會呀？白痴架？」亦有議員要求陳收回言論，陳最終無收回言論。

### 涉以離岸公司隱瞞資產
陳茂波過去一向利用大批離岸公司從事業務，傳媒曾披露他與一間巴哈馬成立的公司Right Vision有關。有傳媒翻查巴哈馬解密文件，顯示Right Vision董事原來多年來一直是陳茂波，他在2012年7月獲委任發展局長前12日，透過更換董事及轉移股權，撇開Right Vision的關係，試圖避過官員申報。陳茂波透過新聞秘書回應，他並非相關離岸公司的股東及董事，毋須作出申報或申請，亦沒有幕後操控相關公司的商業活動。對於被指他迂迴操控離岸公司的商業活動，他表示這完全是誤解，又稱上任後全心全意全力做好發展局局長的工作。
。

### 翻新財政司官邸
2017年，曾俊華辭官參選特首，由陳茂波接任財政司司長，任期至6月底該屆政府任期完結；陳茂波計劃搬入港島南區壽山村道的財政司司長官邸，在遷入前安排建築署裝修，據報工程開支高達83萬元，由納稅人支付。陳在電台解釋，花費公帑維修官邸，是因為要接待外國使節等訪客，而裝修只涉及外牆油漆、更換舊家具及翻新網球場等基本工程，不算奢華。

## 書籍
- 《清心丸》（ISBN 978-962-678-514-0）

## 外部連結
- 財政司司長陳茂波於香港政府一站通網頁的介紹 （页面存档备份，存于）

- 官方网站
- 陳茂波的Facebook專頁

| 政府职务      | 政府职务                                      | 政府职务      |
| ------------- | --------------------------------------------- | ------------- |
| 前任： 曾俊華 | 香港財政司司長 · 2017年1月16日－              | 現任          |
| 前任： 麥齊光 | 香港發展局局長 · 2012年7月30日－2017年1月16日 | 繼任： 馬紹祥 |
| 議會席位      |                                               |               |
| 前任： 譚香文 | 立法會會計界議員 2008年10月1日—2012年7月28日  | 繼任： 梁繼昌 |